# 硝酸氯化二氨菲啶合铂(II)
硝酸氯化二氨菲啶合铂(II)是一种配位化合物，化学式为C13H15ClN3Pt+NO3−，由斯蒂芬·利帕德发现。它可以顺铂、硝酸银和菲啶为原料反应制得。它可与DNA结合，被用于抗癌研究中。